# Eerste luitenant
Eerste luitenant is bij de landmacht, Koninklijke Marechaussee en de luchtmacht een militaire rang. Bij de Koninklijke Marine heet de met eerste luitenant overeenkomstige rang luitenant-ter-zee der tweede klasse, soms wordt hier de niet officiële term "jc of jongste categorie" aan toegevoegd als extra onderscheid ten opzichte van de naast hogere rang van "oudste categorie".
De rang wordt bij de Koninklijke Luchtmacht afgekort tot ELT, bij de Koninklijke Landmacht en Koninklijke Marechaussee tot ELNT, bij het Korps Mariniers tot ELNTMARNS en de bij Koninklijke Marine tot LTZ2.
Een eerste luitenant is een officier.
Voor officieren met een opleidingsachtergrond op de Koninklijke Militaire Academie (KMA) – en vroeger ook het OCOSD, het opleidingscentrum officieren van speciale diensten – is deze rang na een eerste functievervulling van twee jaar of zelfs eerder te behalen. In de eerste functievervulling zijn zij bevorderd van cadet-vaandrig naar tweede luitenant.
Ook komt het voor dat onderofficieren die uitmuntend functioneren rechtstreeks tot eerste luitenant worden bevorderd, zonder tussenkomst van de KMA. Deze zogeheten "uitlopers" bereiken veelal maximaal de eindrang van kapitein. Dit omdat ze als onderofficier al de hoogste rang (adjudant) bereikt hadden en dus vaak al ouder dan 50 jaar zijn. In uitzonderlijke gevallen is de rang van majoor te bereiken, een en ander is echter afhankelijk van een eventueel gevolgde hbo- of academische studie en vooral ook van de leeftijd.
De laatste categorie rechtstreeks aangestelde officieren zijn de specialisten, de "speccers" (vaak geplaatst op een CIMIC- of IDEA-functie). Dit zijn civiele specialisten (medici, fysiotherapeuten, journalisten, bouwkundigen, juristen). Deze worden veelal na een elfweekse KMA-speccer-opleiding bevorderd tot officier. Bij toekenning van hun rang wordt gekeken naar de civiele equivalent in salaris/status (meestal vanaf kapitein) en werkervaring. Vaklieden op het gebied van verpleging, logistiek en douane worden meestal na de eerder genoemde elfweekse opleiding bevorderd tot eerste luitenant.

## Rangonderscheidingstekens bij de Nederlandse krijgsmacht
| Koninklijke Marine                                                                               | Koninklijke Marine | Koninklijke Landmacht      | Koninklijke Landmacht | Koninklijke Luchtmacht | Koninklijke Luchtmacht | Koninklijke Marechaussee | Koninklijke Marechaussee |
| ------------------------------------------------------------------------------------------------ | ------------------ | -------------------------- | --------------------- | ---------------------- | ---------------------- | ------------------------ | ------------------------ |
| Luitenant-ter-zee der tweede klasse Mijnheer/Mevrouw (bij het Korps Mariniers: eerste luitenant) |                    | Eerste luitenant Luitenant |                       | Eerste luitenant       |                        | Eerste luitenant         |                          |

## Officiersrangen (van hoog naar laag)
- generaal
- luitenant-generaal
- generaal-majoor
- brigadegeneraal (bij de luchtmacht: commodore)
- kolonel
- luitenant-kolonel (overste)
- majoor
- kapitein / ritmeester
- eerste luitenant
- tweede luitenant
- vaandrig / kornet